# سهل بن بيضاء
سهل بن البيضاء صحابي جليل، البيضاء نسبة لامه واسمها دعد بنت جحدم الفهرية، وأبوه وهب بن ربيعة بن هلال بن مالك بن ضبة بن الحارث بن فهر بن مالك أبو عمرو القرشي الفهري، وأخواه الصحابيين صفوان بن بيضاء وسهيل بن البيضاء، من السابقين للإسلام وقد أظهر إسلامه بمكة، وهو الذي مشى إلى النفر الذين قاموا في نقض الصحيفة التي كتبها مشركو مكة على بني هاشم، حتى نقضوها وأنكروها وهم: هشام بن عمرو بن ربيعة، والمطعم بن عدي بن نوفل، وزمعة بن الأسود بن المطلب بن أسد، وأبو البختري بن هشام بن الحارث بن أسد، وزهير بن أبي أمية بن المغيرة المخزومي.
أسلم سهل بن بيضاء بمكة، وأخفى إسلامه، فأخرجته قريش معهم إلى بدر، فأُسِرَ يومئذ مع المشركين، فشهد عبد الله بن مسعود أنه رآه بمكة يصلي، فخُلِّي عنه. ومات سهل بالمدينة، وفيها مات أخوه سهيل بن بيضاء، وصلى عليهما الرسول في المسجد، عن عائشة قالت: «والله ما صلى رسول الله صلى الله عليه وسلم على ابني بيضاء إلا في المسجد؛ سهلٍ وسهيل». قال الواقدي: إن سهل بن بيضاء مات بعد رسول الله.